# Myospila capensis
Myospila capensis är en tvåvingeart som först beskrevs av Zielke 1971.  Myospila capensis ingår i släktet Myospila och familjen husflugor. Inga underarter finns listade i Catalogue of Life.